# Petasus atavus
Petasus atavus är en nässeldjursart som beskrevs av Ernst Haeckel 1879. Petasus atavus ingår i släktet Petasus och familjen Petasidae. Inga underarter finns listade i Catalogue of Life.